# Miconia glaberrima
Miconia glaberrima là một loài thực vật có hoa trong họ Mua. Loài này được (Schltdl.) Naudin mô tả khoa học đầu tiên năm 1850.